# Paderborn
Paderborn é uma cidade da Alemanha, localizada na região administrativa de Detmold no estado de Renânia do Norte-Vestfália, capital do distrito homónimo.